# Philippe Ciais
Philippe Ciais est chercheur au Laboratoire des sciences du climat et de l'environnement (LSCE) du Commissariat à l'énergie atomique et aux énergies alternatives (CEA), l'unité de recherche sur le changement climatique de l'Institut Pierre-Simon-Laplace (IPSL). Il est physicien et travaille sur le cycle global du carbone de la planète Terre, le changement climatique, l'écologie et les géosciences.

## Carrière professionnelle
Philippe Ciais a étudié la physique et a obtenu un doctorat en 1991 intitulé "Holocene climate record of Antarctic ice cores".
En 1992, il a été chercheur post-doctoral à la National Oceanic and Atmospheric Administration (NOAA) à Boulder, Colorado, aux États-Unis, et a étudié la façon dont les isotopes du carbone et de l'oxygène dans le CO2 atmosphérique peuvent être utilisés pour limiter les flux de carbone terrestre. Il a également conçu le premier modèle de simulation tridimensionnelle de l'isotope lourd de l'oxygène dans le CO2, un traceur isotopique du cycle de l'eau couplé à l'absorption du dioxyde de carbone lors de la photosynthèse des plantes.
Après 1994, Philippe Ciais est revenu en France au LSCE et a mené des recherches sur la modélisation inverse des flux de CO2 et de CH4 à la surface de la Terre, en s'appuyant sur des modèles de transport et un réseau mondial de stations in situ en surface. Sous sa direction, cette activité a été développée au LSCE en créant une équipe de recherche. Parallèlement, Philippe Ciais a dirigé la mise en place du réseau français de surveillance atmosphérique des gaz à effet de serre, passant de deux stations en 1992 à 25 stations aujourd'hui, et est devenu un élément clé de l'infrastructure de recherche européenne à grande échelle du système intégré d'observation du carbone (ICOS).
Philippe Ciais a poursuivi ses recherches au cours des vingt dernières années, principalement sur les relations entre les flux de CO2 des écosystèmes et du climat, en combinant des modèles de la biosphère terrestre avec des observations par satellite et des covariances de tourbillons. Il a participé à la mise en place et à l'interprétation d'une des premières simulations couplées carbone-climat avec le modèle climatique IPSL, et a été le premier à incorporer les écosystèmes cultivés dans un modèle de biosphère terrestre.
Philippe Ciais a été coordinateur scientifique ou chercheur principal de projets français, européens et internationaux et est devenu co-président du Global Carbon Project en 2009. Il a eu l'occasion de contribuer à plusieurs synthèses sur les tendances récentes du cycle du carbone, caractérisées par une croissance rapide des émissions et par un ralentissement de la tendance des puits naturels, un constat qui a eu un grand impact dans les médias.
Il a été coprésident de la stratégie mondiale d'observation du carbone du groupe de travail du Groupe sur l'observation de la Terre (GEO) sur les observations intégrées du carbone.
Il a travaillé pour le GIEC dans le cadre du quatrième rapport d'évaluation du GIEC, et a coordonné le chapitre 6 « Carbone et autres cycles biogéochimiques » du cinquième rapport d'évaluation du GIEC.
Il est l'un des principaux chercheurs du projet IMBALANCE-P de la subvention ERC-Synergy 2014-2019, qui porte sur le déséquilibre en phosphore et en azote des organismes, des écosystèmes et du système terrestre.
Une collaboration avec l'Université de Pékin a été maintenue avec l'Institut de recherche SINO-FRENCH SOFIE pour la science du système terrestre, dirigé par Shilong Piao et Philippe Ciais.
Philippe Ciais est un des signataires du texte fondateur du collectif de scientifiques Labos 1point5, intitulé « Face à l'urgence climatique, les scientifiques doivent réduire leur empreinte ».

## Publications
Philippe Ciais est un chercheur très cité dans deux domaines : Géosciences et Environnement/Ecologie et dans tous les domaines des indicateurs scientifiques de l'ISI (Thomson Reuters). Il s'est classé comme l'auteur scientifique le plus productif dans le domaine du changement climatique, et parmi les auteurs ayant contribué à 5 des 100 articles les plus influents dans ce domaine dans une récente analyse CarbonBrief (2015) et a été classé dans la liste des chercheurs hautement cités dans Clarivate Analytics.
Il a publié plus de 650 articles scientifiques dans des revues du Science Citation Index, notamment les revues Nature ,,,,,, et Science , et a contribué à la diffusion des activités scientifiques au niveau national et international.

## Prix et distinctions
Il a reçu plusieurs prix nationaux et internationaux.
- En 2013, le Prix Étoiles de l'Europe du Ministère français de la recherche et de l'enseignement supérieur
- En 2016, la médaille européenne Copernic de la Copernicus Gesellschaft qui récompense les travaux ingénieux et innovants dans le domaine des géosciences ou des sciences planétaires et spatiales.
- En 2017, la Médaille d'argent du CNRS (Centre National de la Recherche Scientifique) pour ses recherches sur la quantification et la compréhension des flux de gaz à effet de serre[11]
- En 2019, élu membre de l'Académie des sciences